# Giovanni VI Cantacuzeno
Giovanni VI Cantacuzeno, o V (in greco Ιωάννης ΣΤ΄ Καντακουζηνός?, Iōannēs VI Kantakouzēnos) (Costantinopoli, 1292 – Mistra, 15 giugno 1383), è stato un imperatore bizantino.
Fu basileus dei romei, insieme a Giovanni V Paleologo, dal 31 maggio 1347 fino al 10 dicembre 1354; dopo la sua abdicazione divenne monaco con il nome di Giosafà Cristodoulo.

## Gioventù
Giovanni Cantacuzeno era nato in una famiglia nobile bizantina: il padre era Michele Cantacuzeno, che fu il primo despota della Morea, nominato dall'imperatore Andronico II Paleologo nel 1308; la madre di Giovanni era Angela Cantacuzena, una discendente della casata imperiale bizantina dei Paleologi; inoltre il padre si era imparentato con le potenti famiglie dei Paleologi e degli Angeli. In seguito, Giovanni VI si unì ancor di più con la famiglia dei Paleologi, grazie a un matrimonio con Irene Asanina, che era una cugina di secondo grado di Andronico III Paleologo. Giovanni Cantacuzeno aveva comprato una carica nobiliare in Tracia, secondo l'uso della compravendita di cariche militari quale era andato affermandosi durante il periodo della dinastia dei Paleologi; inoltre possedeva grandi proprietà in Tracia, Macedonia e Tessaglia.

## Giovanni VI e l'appoggio all'usurpazione di Andronico III
Giovanni Cantacuzeno si mise a capo dell'aristocrazia militare ed appoggiò la ribellione contro Andronico II Paleologo, che portò al trono il nipote di questi, Andronico III Paleologo, del quale Giovanni era divenuto braccio destro: nella notte del 23 maggio del 1328 Andronico III Paleologo e Giovanni Cantacuzeno, con ventiquattro uomini tutti provvisti di scale d'assedio, in poco tempo scalarono le mura di Costantinopoli e aprirono le porte all'esercito ribelle. L'imperatore, quando seppe che suo nipote era entrato in città, abdicò e si ritirò nel palazzo delle Blacherne. Dopo che Andronico III ebbe conquistato il potere, Giovanni Cantacuzeno fu nominato Cesare e da quel momento ebbe in mano le redini dell'Impero bizantino, del quale di fatto resse le sorti per tutto il regno di Andronico III e anche dopo la morte di quest'ultimo.

## La campagna in Asia Minore

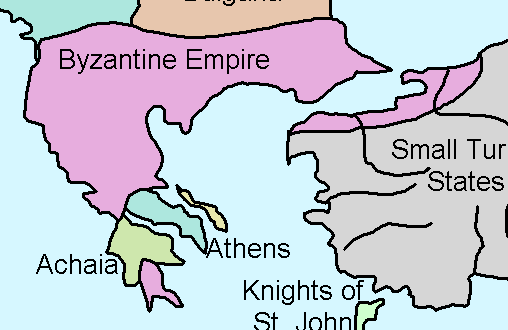
L'impero bizantino nel 1328.

Poiché l'Asia Minore era caduta in mano agli ottomani, Andronico III e Giovanni sbarcarono in Asia Minore alla testa di 4000 soldati: l'esercito bizantino marciò per tre giorni finché non trovò l'accampamento nemico e il 10 giugno del 1329 iniziò la battaglia. Verso sera i bizantini erano in vantaggio, ma avevano subito più perdite di quelle che un esercito così piccolo si potesse permettere, quindi Giovanni consigliò ad Andronico III di ritirarsi ordinatamente sul far dell'alba, in modo da non essere massacrati dagli ottomani. Così fecero, ma l'esercito fu attaccato ai lati dagli arcieri nemici e quindi i bizantini si diedero all'attacco di questi ultimi nel tentativo di disperderli, finendo per essere accerchiati. L'Imperatore, ferito, fu trasportato a Costantinopoli in barella, ma alcuni soldati diffusero la notizia falsa che l'Imperatore era morto e fu difficile per Giovanni convincere i soldati che l'Imperatore era salvo. La battaglia di Pelecano fu il primo scontro tra ottomani e bizantini: non si risolse con un completo disastro, ma dimostrò ai bizantini la loro condizione di debolezza.

## Ultimi anni di Andronico III
Dopo la sconfitta Giovanni Cantacuzeno si recò per ordine dell'imperatore da Umar, emiro di Aydin, per offrire un'alleanza contro i genovesi, nemici di entrambi, alleanza che fu felicemente accettata. Nel 1341 a Tessalonica Imperatore e Cesare assistettero al matrimonio di Matteo, figlio di Giovanni, e di Irene, nipote di Andronico III; il 15 giugno 1341 Andronico III morì.

## Guerra civile

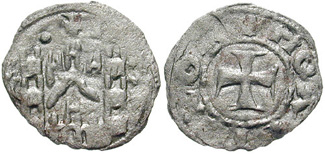
Un tornese bizantino, fabbricato tra il 1328 e il 1354.

Con la morte di Andronico III il problema più grave per l'impero bizantino era che l'imperatore morente non aveva fatto nessun nome sul suo successore e anche se aveva un figlio di nove anni, Giovanni V Paleologo, a Costantinopoli la corona non era necessariamente ereditaria. Giovanni Cantacuzeno era fedele al giovane principe e all'imperatrice madre, Anna di Savoia, ma era anche Cesare e aveva da tredici anni in mano le redini dell'Impero bizantino quindi, dopo pochissimo tempo, si trasferì nella reggia dell'imperatore per garantire la reggenza e il funzionamento dello Stato. La sua posizione aveva suscitato l'invidia di molti a corte, in particolare i suoi principali nemici erano la stessa Anna e il patriarca Giovanni Caleca. Quest'ultimo doveva a Giovanni Cantacuzeno la nomina a patriarca, ma comunque avrebbe desiderato reggere lui le redini dell'impero.

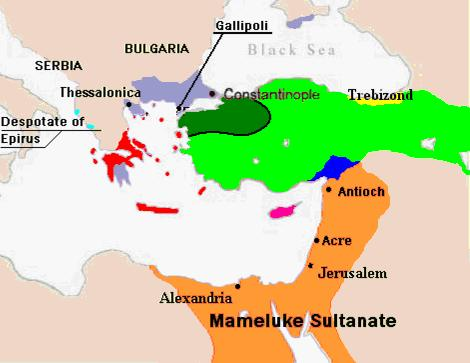
L'impero bizantino nel 1350.

Ben presto Giovanni Cantacuzeno fu costretto a fuggire da Costantinopoli, visto che anche l'imperatrice tramava contro di lui, desiderando anch'ella la reggenza del trono. Il Cantacuzeno si rifugiò a Didymoteicho, in Tracia, e qui sì fece incoronare basileus dei romei. Per questo scoppiò una guerra civile che durò sei anni: al conflitto parteciparono anche potenze straniere: Anna di Savoia fu appoggiata dai bulgari mentre Giovanni Cantacuzeno sì alleò con il re dei Serbi Stefano IV Dušan, grazie alla moglie di quest'ultimo, Elena, che consigliò ai due di stringere un'alleanza, in base alla quale ogni conquista nel territorio bizantino di uno dei due non sarebbe stata ostacolata dall'altro. Fu così che Giovanni VI Cantacuzeno iniziò, dal 1343, a prendere il potere in quelle zone dell'impero che lo avevano scelto come loro sovrano mentre Dušan, da parte sua, intraprese la conquista dell'Albania e di gran parte della Grecia. Ma ben presto l'alleanza tra i due sovrani si ruppe. Infatti Giovanni VI Cantacuzeno si accorse che le conquiste serbe costituivano una minaccia per l'impero bizantino e chiese l'aiuto dei turchi ottomani per riavere le terre sottratte dalla Serbia all'impero bizantino. Gli ottomani accettarono la richiesta di aiuto di Giovanni VI e si allearono con lui, iniziarono ottimi rapporti tra Giovanni VI e il sultano Orhan I e i due divennero addirittura amici. Infatti, per suggellare l'alleanza, Teodora Cantacuzena venne data in sposa al sultano senza che ella fosse obbligata a convertirsi alla fede musulmana. Ma questa amicizia costò cara a Bisanzio: proprio verso la fine del regno di Giovanni VI nacque il primo insediamento europeo dei turchi, la città di Gallipoli, che divenne turca nel 1354. L'alleanza che Giovanni VI aveva allacciato con gli ottomani costò al sovrano la perdita di molta popolarità. Grazie all'intervento ottomano, l'esercito di Dušan fu fermato, sconfitto nella battaglia di Stefanijane, avvenuta nel maggio del 1344.

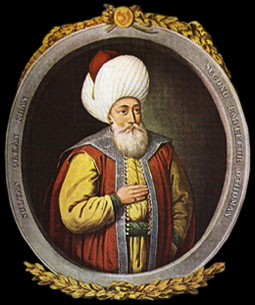
Il Sultano Orhan I.

Nonostante che i serbi fossero stati sconfitti in questa battaglia, essi non furono totalmente fermati. Stefano IV Dusan riuscì a riorganizzare l'esercito serbo e nel 1345 occupò tutta la penisola Calcidica, che apparteneva ai domini di Giovanni VI, compresa la penisola di Monte Athos. Dušan, entrato nella città di Serres, la notte di Natale si proclamò Zar e autocrate dei Serbi e dei Greci, con l'intento di creare un nuovo impero che difendesse la cristianità ortodossa e che fosse un baluardo contro gli ottomani. Ma l'incoronazione di Dušan non era a pieno titolo, non essendosi egli fatto incoronare da un patriarca, e data l'impossibilità che il patriarca di Costantinopoli o il papa lo incoronassero, Dusan elevò l'arcivescovo di Peć Joankije II al rango di patriarca della Chiesa ortodossa serba e il 16 aprile 1346 Joankije lo incoronò imperatore a Skopje.
La Serbia diveniva sempre più una minaccia per Bisanzio e Giovanni VI, grazie all'aiuto degli ottomani, riuscì infine a vincere la guerra civile.

## Giovanni VI basileus

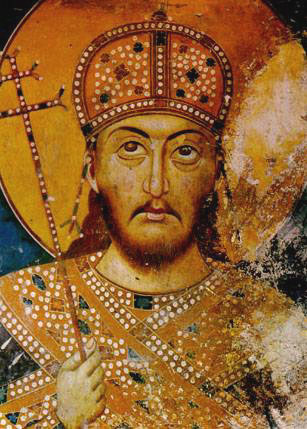
Stefano Uroš IV Dušan.

Il 31 maggio 1347 Giovanni VI ritornò a Costantinopoli e, dopo sei anni di esilio obbligato, entrò in trionfo nella capitale bizantina con 1000 soldati. Giovanni VI divenne quindi ufficialmente co-imperatore, insieme a Giovanni V, dato che il Cantacuzeno non aveva alcuna intenzione di usurpare il trono essendo fedele alla famiglia dei Paleologi, che aveva servito fedelmente fino ad allora.
L'impero bizantino era uscito distrutto da questa guerra civile, lo stato era diventato una marionetta in mano alle potenze straniere ed in più i serbi, guidati da Stefano IV Dušan, volevano estendere il loro nuovo impero alle terre dell'impero bizantino. Il progetto era già attuato per metà, quando Giovanni VI intervenne con decisione. Ma i serbi non costituivano l'unica minaccia: i pirati turchi continuavano a compiere azioni di disturbo sulle coste bizantine ed il commercio era nelle mani dei genovesi. All'impero bizantino rimaneva solamente in mano la regione della Tracia e mezza Morea.
Quando Giovanni VI fu seduto sul trono dei basileis cercò di trovare una soluzione alla minaccia serba chiedendo al patriarca di Costantinopoli di scomunicarli, atto che avvenne nel 1350: in questo modo la Chiesa ortodossa riconosceva in Dušan un eretico. Nel frattempo (1348) Stefano aveva conquistato l'Epiro e la Tessaglia: a quel punto l'impero serbo si estendeva dal Danubio a Corinto e dal Mare Egeo all'Adriatico. A Dušan mancava solo la città di Tessalonica, ancora in mano bizantina, per poter poi marciare verso la stessa capitale bizantina. Per conquistarla Dušan chiese aiuto alla repubblica di Venezia, alla quale domandò il sostegno per la conquista. Quando Venezia negò il suo aiuto, re Stefano iniziò trattative con la repubblica di Genova.

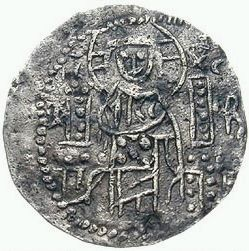
Una moneta di Giovanni VI Cantacuzeno.

Fortunatamente per l'impero bizantino nel 1350 il Bano di Bosnia Stefano II Kotromanić occupò la città di Cettigne, l'area del fiume Narenta e una parte della regione di Zaclumia. Dušan spostò quindi il suo esercito per riconquistarle: Giovanni VI non si fece sfuggire l'occasione ed approfittò della lontananza di Stefano per rioccupare alcuni territori intorno a Tessalonica, da dove aveva fatto partire la flotta bizantina. Sfortunatamente per il Cantacuzeno l'armata bosniaca fu sconfitta in breve tempo e Dušan tornò per riprendersi ciò che Giovanni VI gli aveva appena conquistato. Ma questa volta il sovrano serbo decise di usare la diplomazia coalizzandosi con Giovanni V Paleologo nella lotta per il trono di Costantinopoli, che nel frattempo si era riaccesa, contando anche sull'appoggio dell'imperatore bulgaro Ivan Alessandro. Nacque allora una guerra totale con Stefano Dušan, Ivan Alessandro e Giovanni V da una parte e Giovanni VI con il sultano Orhan I dall'altra. I due eserciti si fronteggiarono nel 1352 ma nessuno prevalse nettamente. Per Giovanni VI si trattò comunque fu un successo, dato che riuscì a catturare Giovanni V obbligandolo all'esilio nell'isola di Tenendo.
Giovanni VI Cantacuzeno introdusse alcune riforme nell'ordinamento dell'impero, che fu diviso in zone di influenza, rispettivamente dei Paleologi e dei Cantacuzeni. Nelle continue guerre civili che dilaniarono l'impero ricorse spesso all'aiuto dei turchi ottomani, favorendone in tal modo l'irruzione in Europa e l'accerchiamento dei territori bizantini. Sotto il suo regno a Costantinopoli arrivarono i primi cannoni, che furono usati per rafforzare le difese delle mura teodosiane. Nel 1353, nominò il figlio, Matteo Cantacuzeno, coimperatore, volendo così assicurare al trono di Bisanzio una continuità della dinastia dei Cantacuzeni.

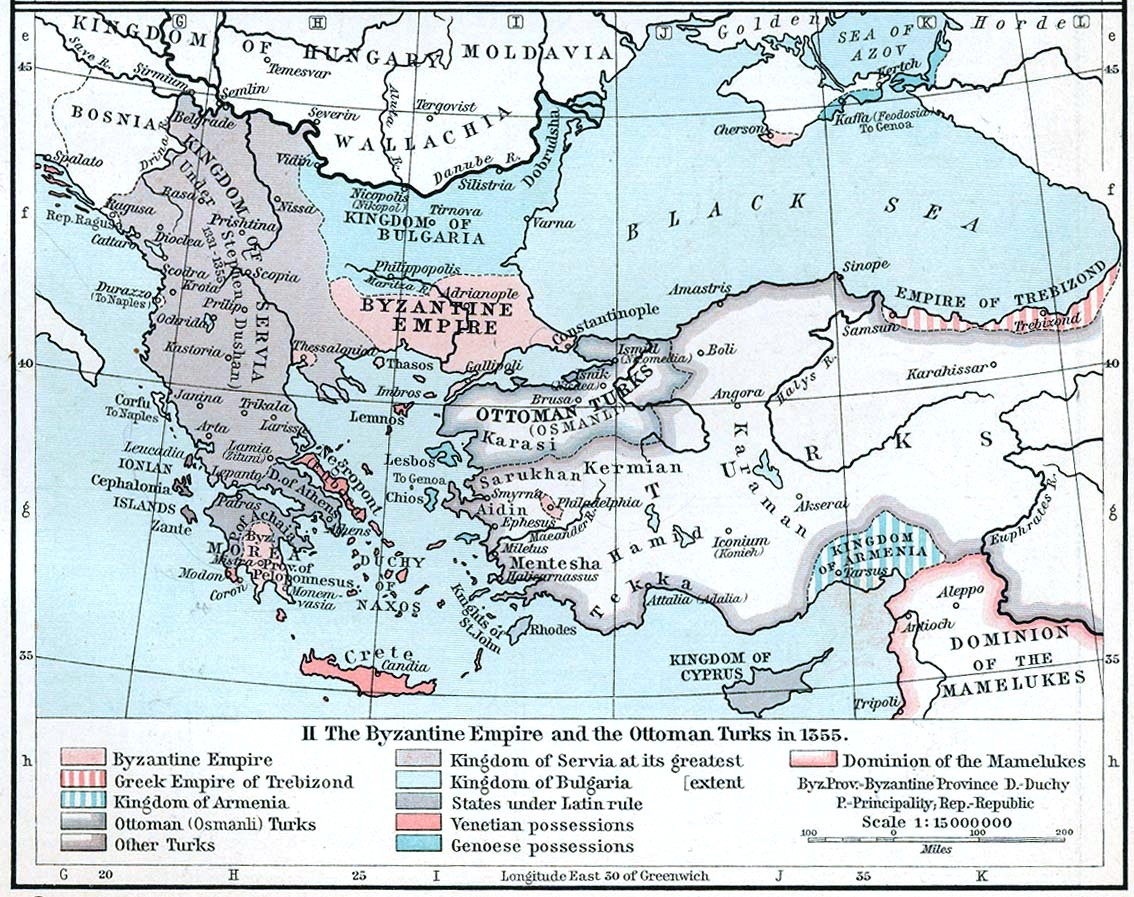
L'impero bizantino dopo l'abdicazione di Giovanni VI Cantacuzeno

Fallito il tentativo di divenire unico imperatore e di assicurare la successione al figlio Matteo, Giovanni Cantacuzeno abdicò nel 1357, cambiando le vesti imperiali con quelle da monaco e il nome Giovanni in Giosafà Cristodoulo. L'impero rimase così nelle mani di Giovanni V Paleologo.

Lo storico bizantino Niceforo Gregora nella sua Storia commentò negativamente lo stato in cui Giovanni VI Cantacuzeno aveva lasciato le casse dello stato: 
(Niceforo Gregora)

## Gli ultimi anni
Dopo questi fatti Giovanni VI si ritirò dapprima presso il monastero dei Mangani e poi sul Monte Athos, dove aveva alcune proprietà, e visse gli ultimi giorni della sua vita a Mistra. Ma non sparì così facilmente dalla scena politica bizantina: infatti divenne il rappresentante della chiesa ortodossa. Di questa carica fu investito nel 1367: il suo compito era di negoziare con Paolo di Tebe, allora patriarca latino di Costantinopoli, per tentare di riunire la chiesa orientale con quella occidentale. I due convennero che era meglio convocare un grande concilio ecumenico, cui dovevano assistere il papa, tutti i patriarchi e i vescovi e gli arcivescovi di entrambe le chiese. Ma questo piano fu rifiutato da papa Urbano V, che non volle aprire un concilio per la questione Orientale.

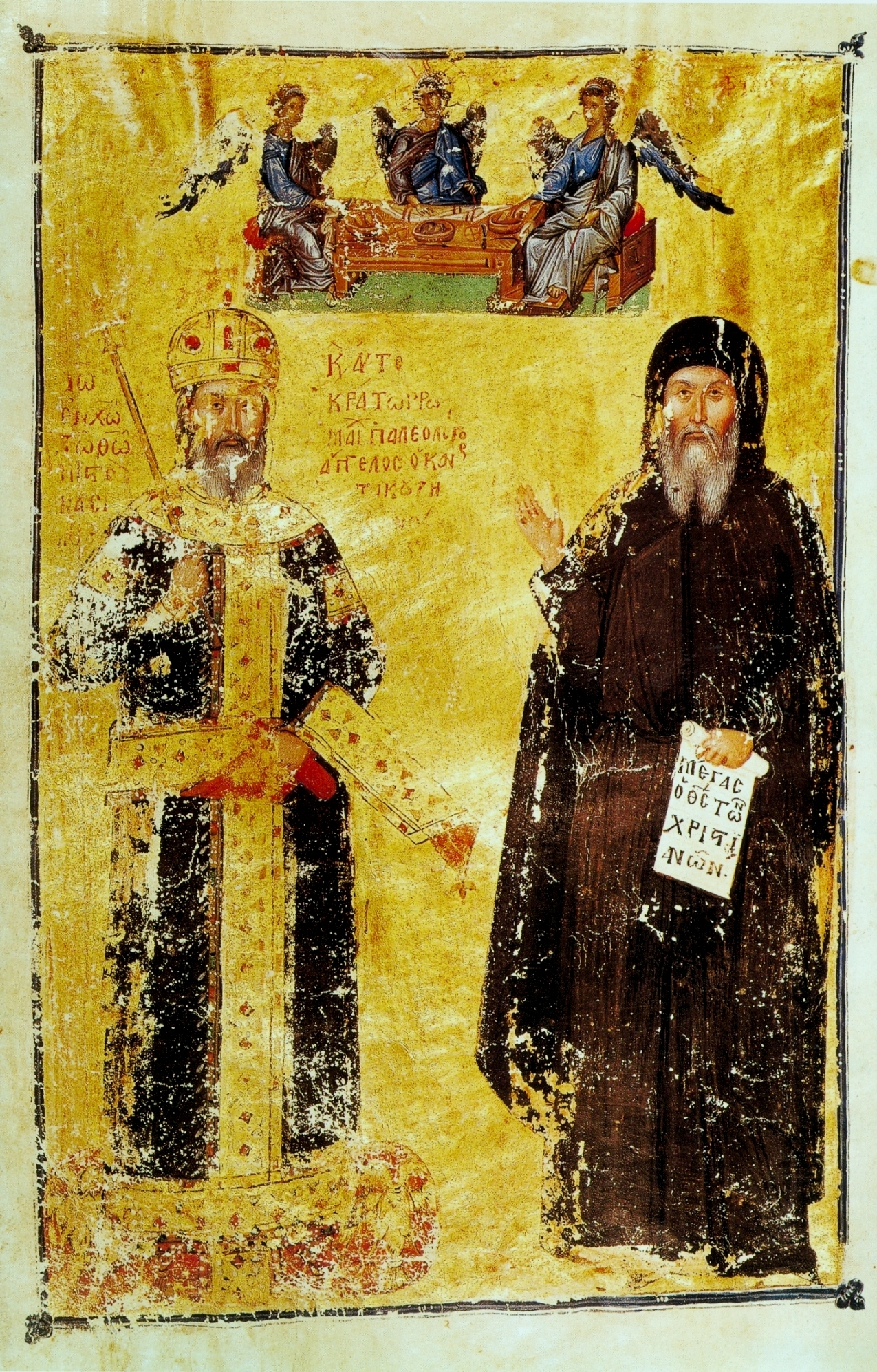
Immagine presa da un manoscritto bizantino, che rappresenta Giovanni VI Cantacuzeno prima imperatore, poi monaco.

Giovanni VI Cantacuzeno, morì il 15 giugno 1383 a Mistra, dove fu sepolto insieme ad alcuni figli che l'avevano preceduto.

## Opere
Giovanni Cantacuzeno, dopo aver abdicato, oltre che applicarsi alla vita sacra iniziò a scrivere. Scrisse un libro che chiamò storia. La storia racconta le vicende dell'impero bizantino dal 1320 al 1356. Questo libro celebra l'azione del Cantacuzeno, per cui la versione dei fatti narrati potrebbe essere viziata dal coinvolgimento personale dell'autore nei medesimi. Un altro storico ha trattato il periodo affrontato dall'ex basileus, Niceforo Gregora. Quest'ultimo, con la sua opera, corregge gli errori di Giovanni, ampliando anche il periodo storico. Quest'opera, possiede il merito di essere ben disposta e omogenea, mostrando gli incidenti raggruppati intorno al suo autore, ma le informazioni a volte sono difettose sulle questioni che non riguardano direttamente lo scrittore.
Giovanni Cantacuzeno scrisse anche un'opera dedicata alla difesa dell'Esicasmo, una dottrina mistica bizantina.

## Giovanni VI nella cultura francese
La storia di Giovanni VI Cantacuzeno fu la prima opera bizantina tradotta dagli illuministi francesi, pubblicata nel 1645, aprendo così il ciclo del Corpus del Louvre.
Nel 1845 Parisot scrisse un'opera biografica su Giovanni VI Cantacuzeno.

## Famiglia
Giovanni VI Cantacuzeno, sì sposò con Irene Asanina, una figlia di Andronico Asan (figlio di Ivan Asen III di Bulgaria e di Irene Paleologa, figlia dell'imperatore Michele VIII Paleologo), la coppia ebbe molti figli, ma abbiamo la certezza dell'esistenza solo di sei:
- Matteo Cantacuzeno, fu co-imperatore dal 1353–1357, ed in seguito despota della Morea;
- Manuele Cantacuzeno, fu despota della Morea;
- Andronico Cantacuzeno;
- Maria Cantacuzena, che sposò Niceforo II Orsini despota d'Epiro;
- Teodora Cantacuzena, che sposò Orhan I sultano dell'impero ottomano, ed ebbe un figlio, Halil;
- Elena Cantacuzena, che sposò l'imperatore Giovanni V Paleologo.

## Galleria d'immagini

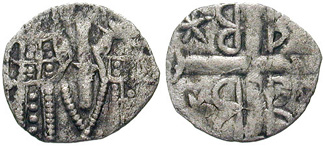
Tornese di Giovanni VI
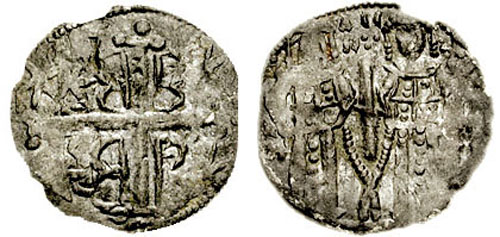
Tornese di Giovanni VI